# Louisiana (Missouri)
Louisiana is een plaats (city) in de Amerikaanse staat Missouri, en valt bestuurlijk gezien onder Pike County.

## Demografie
Bij de volkstelling in 2000 werd het aantal inwoners vastgesteld op 3863.
In 2006 is het aantal inwoners door het United States Census Bureau geschat op 3831, een daling van 32 (-0,8%).

## Geografie
Volgens het United States Census Bureau beslaat de plaats een oppervlakte van
8,8 km², waarvan 8,1 km² land en 0,7 km² water. Louisiana ligt op ongeveer 138 m boven zeeniveau.

## Plaatsen in de nabije omgeving
De onderstaande figuur toont nabijgelegen plaatsen in een straal van 20 km rond Louisiana.